# سعيد سالم (مغني)
سعيد سالم  مغني شعبي إماراتي من مواليد عام 1950 في دبا الحصن، إمارة الشارقة.

## نشأته
ولد المعلم في منطقة دبا الحصن التابعة لإمارة الشارقة عام 1950م وفي الكتاتيب التي كانت منتشرة في ذاك الوقت تعلم القرآن والحديث الشريف والتاريخ والقراءة والكتابة والحساب وبدأت حركته الفنية في المقاهي الشعبية وكان في ذلك الوقت يهوى حفظ الأغاني والقصائد التي يمكن اعتبارها نقطة بروزه في الساحة الفنية في العام 1965 سجل أول شريط له في محل استوديو إبراهيم جريف وكان عمره أربعة عشر عاما وكانت أغنيته الأولى (هام قلبي في الهوى مرة) من كلمات الفنان جاسم سيف القصاب، وكانت الحفلات المحلية تسجل في جلسات شعبية. كما سجل بعضاً من أغانيه في أشرطة تسجيلات هدى فون لمالكها محمد بن علي محمود وتسجيلات الاتحاد لمالكها يوسف حسين، وتعرف على الفنانين المحليين من أمثال علي بن روغه، وحارب حسن وسعيد الشراري وجابر جاسم.

## بدايته
وفي عام 1969 سجل المطرب سعيد سالم حسن المعلم أغنيات لإذاعة الكويت الشعبية. وشارك في برنامج المسابقات نجم الأسبوع إعداد وتقديم حسن كمال إخراج جمعة المهندي عام 1983م. قدم أكثر من 400 أغنية محلية شعبية معظمها من تأليفه ومن أشهر أغانيه الشعبية «خذني هواكم يا أهل الشارقة»، «ليش تنكر يا أبو شعر أشقر».
المطرب سعيد سالم أحد الذين ابتكروا موسيقي إماراتية أصيلة لها طابعها الشرقي المتأثرة بالبيئة الإماراتية. ومن جوانب تجديده وعبقريته الموسيقية احترافه لفن الصوت والتمكن من الإيقاع المصاحب لفن الصوت.
والصوت كركن أساسي في الأغنية الخليجية عموماً يطلق على الأغنية المحترفة التي ظهرت في الثلاثينيات وانطفأت شمعتها في الستينيات، ويقدم هذا الفن بمرافقة آلة العود، والطبل الصغير المعروف قديماً بـ «المرواس»، وهو فن غنائي احترافي ظهر في الخليج منذ أكثر من قرن. واشتهر هذا الفن عبر الأسطوانات الغنائية التي كانت تدار على آلة الجرامفون، أو ما يعرف في الإمارات باسم (البشتختة) أو (سنطور)، إذ كان يتجمع الناس قديماً في المقاهي الشعبية ويروحون عن أنفسهم بالاستماع لذلك الفن الجميل، الذي يميزه اللحن والإيقاع، وما ميز فن الصوت وأدى إلى انتشاره وتأثر الناس به، تلك الألحان العربية القريبة من أرواحهم وإيقاعها القريب من بيئتهم البحرية، لذلك تعلق الكثير من محبي الغناء والموسيقى به وتعمقوا فيه لتأديته بصورة رائعة، لاسيما من تميزوا بالقدرة على الغناء ممن يملكون حناجر صوتية رخيمة وتقنية عالية في التعاطي، والتمكن من استخدام آلة العود باعتبارها الآلة الرئيسة في فن الصوت. وقد تميز وتمكن المعلم من هذا الفن وأبدع في «غناء الصوت»، فغنى: «اغنم زمانك»، و«قال ابن الأشراف»، و«مال غصن الذهب»، و«جفني رطيب الكرى».

## أعماله

### الأغاني
- هام قلبي في الهوى مرة
- خذني هواكم يا أهل الشارقة
- ليش تنكر يا أبو شعر أشقر
- اغنم زمانك
- قال ابن الأشراف
- مال غصن الذهب
- جفني رطيب الكرى